# 짐바브웨 축구 협회
짐바브웨 축구 협회(영어: Zimbabwe Football Association, ZIFA)는 짐바브웨의 축구 협회이다. ZIFA는 짐바브웨에서 전국 축구 대회를 조직하고 짐바브웨 축구 국가대표팀을 관리하는 역할을 맡고 있다.
현재의 ZIFA는 1979년에 설립되었으며 1965년부터 FIFA에 가입되어 있으며 1980년부터 CAF의 회원국으로 활동하고 있다.
2015년 10월, 짐바브웨 축구 협회의 커스버트 두베 회장은 5년간 책임을 지고 사임했다. 재임 기간 동안 조직의 부채는 600만 달러로 증가했고 국가 대표팀은 자금 부족으로 인해 원정 과제를 수행하는 데 어려움을 거듭했다. 두베 회장은 사임 전 회의에서 불신임 투표에 직면했다.

## ZIFA 지역
ZIFA에는 10개의 주로 구성된 4개의 주가 있다.
- ZIFA 중부 지역
- ZIFA 동부 지역
- ZIFA 북부 지역
- ZIFA 남부 지역

## 승인되지 않은 일치 주장
2010년 10월, 헨리에타 루슈와야 ZIFA 회장은 "자신의 임무와 일치하지 않는 행동, 잘못된 관리, 반항"의 혐의로 협회 징계 기구에 의해 유죄 판결을 받아 해임되었다.
루슈와야는 2009년 아시아에서 공인되지 않은 경기를 치르도록 국가대표팀을 보낸 것에 대해 유죄 판결을 받았다. 그녀의 해고는 2010년 7월 말레이시아 토너먼트에서 승부를 조작했다는 혐의로 출장 정지를 당한 이후 이루어졌다. 그녀는 또한 짐바브웨의 스포츠 위원회에 103,000 달러의 융자를 요청한 것에 대해 유죄 판결을 받았는데, 이 금액은 현재 알려지지 않았다.
태국, 시리아, 말레이시아 클럽과의 경기는 짐바브웨 팀들의 해외여행을 허가해야 하는 ZIFA 이사회나 짐바브웨 스포츠 위원회의 허락 없이 받아들여졌다. 루슈와야는 2009년 짐바브웨 챔피언이었던 모노모타파의 말레이시아행을 허락하기도 했다.
2010년 9월 아프리카 탐사 보도 포럼의 보고서에 따르면 두 투어 모두 베팅 신디케이트에 의해 설립된 것으로 의심된다고 한다.
루슈와야는 완전한 논쟁을 거친 재판 후에 그리고 또한 유죄를 입증하는 증거가 부족하여 무죄를 선고 받았다. 일부 이론가들은 그녀의 기소가 ZIFA 회장 커스버트 두베와 연관된 음모였다고 주장한다.